# كنيسة جوجل
كنيسة جوجل هي ديانة تهكمية، تقوم الفكرة على عبادة محرك البحث جوجل على أساس أنه أقرب ما يمكن للإنسان أن يختبره كإله. ويعتبر موقع الديانة الإلكتروني أن البراهين تقف إلى جانب جوجل، وهي إلهة مؤنثة وعصرية. وتقدم الكنيسة تسعة دلائل على ألوهية جوجل، أهمها أنها تعرف كل شيء وموجودة في كل مكان، وتشرح للراغبين بالانتساب وصاياها العشر، وأهمها عدم جواز استعمال أي محرك بحث آخر، وعدم التلاعب بالمعلومات التي هي من اختصاص شركة مايكروسوفت.